# Тумский район
Тумский район — административно-территориальная единица в составе Московской и Рязанской областей, существовавшая в 1929—1963 годах. Центр — село Тума (рабочий посёлок с 26 декабря 1938 года)

## История
Тумский район был образован 12 июля 1929 года в составе Рязанского округа Московской области на части территории бывшего Касимовского уезда Рязанской губернии. В состав района вошли следующие сельсоветы:
- из Гиблицкой волости: Акуловский, Александровский, Викуловский, Волчковский, Колесниковский, Ломакинский, Норинский, Чарусский
- из Тумской волости: Алексеевский, Артемовский, Бусаевский, Верещугинский, Ветчанский, Гавринский, Голевский, Голышевский, Давыдовский, Желудковский, Зубовский, Иванисовский, Константиновский, Култуковский, Лихунинский, Лысовский, Малаховский, Мамасевский, Мордвинский, Неверовский, Плишкинский, Романовский, Симоновский, Смолинский, Снохинский, Солововский, Соломинский, Сосовский, Спиринский, Тумский, Ужищевский, Чуфиловский, Шаранинский.

30 июля 1930 года в связи с ликвидацией окружной системы в СССР Тумский район перешёл в прямое подчинение Московской области.
7 января 1934 года был упразднён Александровский с/с.
21 февраля 1935 года в новый Бельковский район были переданы Акуловский, Алексеевский, Викуловский, Волчковский, Гавринский, Голышевский, Колесниковский, Ломакинский, Норинский, Ужищевский и Чарусский с/с.
26 сентября 1937 года Тумский район вошёл в состав Рязанской области.
3 июня 1959 года к Тумскому району была присоединена часть территории упразднённого Бельковского района.
В 1963 году Тумский район был упразднён. 3 марта 1964 года его территория вошла в состав Клепиковского района.

## Административное деление
По данным 1945 года Тумский район делился на 27 сельсоветов: Артемовский, Бусаевский, Верещугинский, Ветчанский, Голевский, Давыдовский, Желудковский, Зубовский, Иванисовский, Константиновский, Култуковский, Лихунинский, Лысовский, Малаховский, Мамасевский, Мордвинский, Неверовский, Плишкинский, Романовский, Симоновский, Смолинский, Солововский, Соломинский, Сосовский, Спиринский, Чуфиловский и Шаранинский.
В 1957 году в состав района входили 1 посёлок городского типа (Тума) и 12 сельсоветов: Артемовский, Бусаевский, Бычковский, Ветчанский, Гуреевский, Давыдовский, Лихунинский, Малаховский, Неверовский, Плишкинский, Солововский, Соломинский.